# بيريبرول
بيريبرول (بالإنجليزية: Pyriprole)‏ واسمهُ التجاري Prac-tic هو مركّب كيميائي للاستخدام البيطري على الكلاب ضد الطفيليات الخارجية مثل البراغيث والقراد.
بيريبرول هو مشتق فينيل بيرازول مشابه للفبرونيل. على الرغم من أنه تم طرحه مؤخرًا (في 2000) ولا يزال تحت حماية براءات الاختراع، إلا أنه مبيد حشري «كلاسيكي». حتى الآن تمت الموافقة عليه فقط في الاتحاد الأوروبي وعدد قليل من البلدان الأخرى للاستخدام على الكلاب. غير مصرح باستخدامه على القطط أو الماشية. لم يتم إدخاله كمبيد للآفات الزراعية أو الصحية.
يعتبر استخدام بيريبرول بمثابة بقعة فعالة للغاية ضد البراغيث والعديد من أنواع القراد. يمكن مقارنة الفعالية ضد البراغيث بتلك الموجودة في المكونات النشطة الأخرى في مبيدات الحشرات الحديثة مثل فيبرونيل أو إيميداكلوبريد أو سبينوساد. نظرًا لأن معظم نقاط البراغيث الموضعية، فإنها تتحكم في انتشار البراغيث والقراد في حوالي يوم إلى يومين، وتوفر حوالي 4 أسابيع من الحماية ضد إعادة الإصابة.

## آليّة العمل
بيريبرول مبيد حشري وقراد. إنه يثبط قنوات كلوريد البيتا أمينوبوتيريك (مستقبل غابا-أ) مما يؤدي إلى فرط نشاط غير متحكم به للجهاز العصبي المركزي للبراغيث والقراد. يتم قتل الطفيليات من خلال الاتصال وليس عن طريق التعرض الجهازي. بعد الإعطاء الموضعي، يتم توزيع البيربرول بسرعة في معطف شعر الكلاب في غضون يوم واحد بعد التطبيق. يمكن العثور عليه في طبقة الشعر طوال فترة العلاج. تستمر مدة فعالية المبيدات الحشرية ضد الإصابات الجديدة بالبراغيث لمدة لا تقل عن أربعة أسابيع. يمكن استخدام المادة كجزء من إستراتيجية علاجية للسيطرة على التهاب الجلد التحسسي من البراغيث (FAD).

## التحذيرات
لا يُستخدَمُ في الكلاب التي يقل عمرها عن 8 أسابيع أو التي يقل وزن جسمها عن 2 كلغ. لا تستخدم في حالة فرط الحساسية المعروفة لمركبات فئة فينيل بيرازول أو أي من السواغات. لا تستخدمه على الحيوانات المريضة (مثل الأمراض الجهازية والحمى) أو الحيوانات الناقحة. تم تطوير هذا المنتج خصيصًا للكلاب. لا تستخدم في القطط، لأن هذا قد يؤدي إلى جرعة زائدة. لا تستخدمه على الأرانب. الدواء للاستخدام الفوري فقط. لا تديره شفويا أو عن طريق أي طريق آخر.